# Yoldia micrometrica
Yoldia micrometrica är en musselart som först beskrevs av Sequenza 1878.  Yoldia micrometrica ingår i släktet Yoldia och familjen Yoldiidae. Inga underarter finns listade i Catalogue of Life.